# آماتسوهیکونه
آماتسوهیکونه (انگلیسی: Amatsuhikone) سومین پسر آماتراسو الههٔ خورشید در اساطیر ژاپن است.